# 兵庫県道130号多田停車場多田院線
兵庫県道130号多田停車場多田院線（ひょうごけんどう130ごう ただていしゃじょうただいんせん）は、兵庫県川西市を通る一般県道である。

## 概要
川西市多田桜木2丁目から川西市多田院西2丁目に至る。

### 路線データ
- 起点：川西市多田桜木2丁目（能勢電鉄妙見線 多田駅前）
- 終点：川西市多田院西2丁目（多田大橋西詰交差点、兵庫県道325号切畑多田院線終点）
- 総延長：2.080 km

## 路線状況

### 道路施設

#### 橋梁
- 多田大橋（猪名川、川西市）

## 地理

### 通過する自治体
- 川西市

### 交差する道路
| 交差する道路              | 交差する場所  | 交差する場所              |
| ------------------------- | ------------- | ------------------------- |
| 国道173号 国道477号 重複  | 多田桜木2丁目 | 多田駅前交差点            |
| 兵庫県道325号切畑多田院線 | 多田院西2丁目 | 多田大橋西詰交差点 / 終点 |

### 沿線
毎年4月上旬、「源氏祭り」の時代懐古行列がこの県道を中心に行なわれる。かつて「桜馬場」と呼ばれていた道だが、道沿いの桜が老齢化し桜並木としての景観が失われつつある。
- 能勢電鉄妙見線 多田駅
- 川西市立多田小学校
- 多田神社